# 苏国勋
苏国勋（1942年2月—2021年2月1日），中华人民共和国社会学家、韦伯研究专家。

## 生平
1942年生于北京。1965年7月毕业于北京师范学院外语系俄语专业。1978年考入中国社会科学院哲学研究所，跟随贾泽林攻读硕士学位，修习苏俄社会学。1983年随陈元晖先生攻读博士学位，研究西方社会学理论。1987年于中国社会科学院研究生院社会学系获哲学博士学位。
曾任中国社会科学院社会学研究所研究员，博士生导师，社会学理论研究室主任。退休后，2011年起到哈尔滨工程大学人文社科学院社会学系任特聘教授、博士生导师。

## 著作
- 《理性化及其限制——韦伯思想引论》

- 二十世纪西方社会理论文选I、II、III，苏国勋，刘小枫主编